# Armand Silvestre

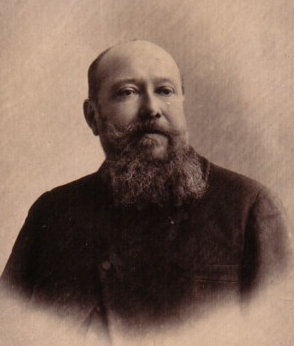
Armand Silvestre

Paul-Armand Silvestre (Paris, 18 de abril de 1837 — Toulouse, 19 de fevereiro de 1901) foi um escritor, romancista, poeta, narrador, libretista e crítico francês.
Escreveu o libreto de Henri VIII para Camille Saint-Saëns.